# Friedrich Kuhlau
Friedrich Daniel Rudolph Kuhlau (dánsky někdy Frederick Kulav; 11. září 1786 Uelzen – 12. března 1832 Kodaň) byl německo-dánský hudební skladatel.

## Život
Jako dítě ztratil Kuhlau při nehodě pravé oko. Studoval u Christiana Friedricha Gottlieba Schwenckeho v Hamburku. Aby unikl francouzské branné povinnosti, uprchl v roce 1810 do Kodaně. Tam získal místo komorního hudebníka jako flétnista. Po provedení svých prvních dvou oper Die Räuberburg a Elisa, které byly dobře přijaty, byl v roce 1818 jmenován královským dvorním skladatelem. Za hudbu ke hře Elverhøj získal titul profesora. Friedrich Kuhlau zemřel 12. března 1832 v Kodani.

## Dílo
Kromě oper, jako jsou Lulu, Kouzelná harfa a Hugo a Adelheid, psal Kuhlau vokální skladby i instrumentální a klavírní díla, včetně mnoha instruktivních sonát, které jsou dodnes oceňovány jako pedagogická díla.
Franz Schubert jednou okomentoval Kuhlauovy sonatiny: „Tato opravdová mistrovská díla, i když trvají jen několik minut, mají ohromnou melodii a expresivitu!“
Nejméně čtvrtina Kuhlauovy tvorby je věnována flétně, včetně sonát pro flétnu a klavír, dua, tria a kvarteta pro čtyři flétny E dur, op. 103.
Nejdůležitější Kuhlauovou skladbou je scénická hudba k dramatu Elverhøj („Návrší elfů“), hrané u příležitosti svatby v dánské královské rodině v roce 1828. Zkomponoval ji během pěti měsíců s využitím četných dánských a švédských lidových melodií. Text napsal Johan Ludvig Heiberg. Součástí předehry je také dánská královská hymna Kong Christian stod ved højen mast, jejíž melodii vydal Kuhlau jako klavírní skladbu již v roce 1817. Premiéra se konala 6. listopadu 1828 v královském divadle v Kodani. Hra je v Dánsku dodnes velmi populární.